# Rok Drašler
Rok Drašler, slovenski gorski kolesar, * 26. maj 1979, Ljubljana.
Drašler je za Slovenijo nastopil na Poletnih olimpijskih igrah 2000 v Sydneyju, kjer je nastopil na krosu in v tretjem krogu odstopil.